# Diecezja Lichfield
Diecezja Lichfield (ang. Diocese of Lichfield) – diecezja Kościoła Anglii w metropolii Canterbury, obejmująca całe hrabstwo Staffordshire, duże części hrabstw Shropshire i West Midlands, a także niewielkie fragmenty hrabstw Warwickshire i Powys. Lichfield po raz pierwszy zostało stolicą biskupią we wczesnym średniowieczu, jednak diecezja w swej współczesnej postaci powstała w 1837 roku. 

## Biskupi
stan na 19 stycznia 2018:
- biskup diecezjalny: Michael Ipgrave (z tytułem biskupa Lichfield)
- biskupi pomocniczy:
  - Clive Gregory (z tytułem biskupa Wolverhampton)
  - Mark Rylands (z tytułem biskupa Shrewsbury)
  - Geoff Annas (z tytułem biskupa Stafford)